# Mala Vrbnica (Kruševac)
Mala Vrbnica (em cirílico: Мала Врбница) é uma vila da Sérvia localizada na cidade de Kruševac, pertencente ao distrito de Rasina, na região de Rasina. A sua população era de 255 habitantes segundo o censo de 2011.

## Demografia
| 1948 | 1953 | 1961 | 1971 | 1981 | 1991 | 2002 | 2011 |
| ---- | ---- | ---- | ---- | ---- | ---- | ---- | ---- |
| 335  | 382  | 335  | 306  | 308  | 301  | 262  | 255  |